# Perry (Kansas)
Perry é uma cidade localizada no estado americano de Kansas, no Condado de Jefferson.

## Demografia
Segundo o censo americano de 2000, a sua população era de 901 habitantes.
Em 2006, foi estimada uma população de 867, um decréscimo de 34 (-3.8%).

## Geografia
De acordo com o United States Census Bureau tem uma área de
2,0 km², dos quais 2,0 km² cobertos por terra e 0,0 km² cobertos por água. Perry localiza-se a aproximadamente 259 m acima do nível do mar.

## Localidades na vizinhança
O diagrama seguinte representa as localidades num raio de 20 km ao redor de Perry.